# Мисията невъзможна: Разпад
„Мисията невъзможна: Разпад“ (на английски: Mission: Impossible – Fallout) е американски шпионски екшън от 2018 г. на режисьора Кристофър Маккуори с участието на Том Круз. Това е шестият филм от едноименната филмова поредица.

## Заснемане
Началната дата на снимките е насрочена за 10 април 2017 г. в Париж. Измежду другите места са Великобритания, Индия, Нова Зеландия и Норвегия. Заснемането започва официално на 8 април 2017 г.
През август 2017 г. Круз контузва десния си крак, докато снима сцена в Лондон. След инцидента студиото обявява, че ще спре временно продукцията за поне девет седмици, за да може да се възстанови счупеният глезен на Круз. Контузията му струва 80 милиона щатски долара на студиото, които то плаща на актьорския състав и снимачния екип, за да не поемат друга работа през осемте последвали седмици. Застраховката обаче покрива разходите и те не се причисляват към финалния бюджет на филма. Снимките продължават в началото на октомври 2017 г., а Круз е забелязан на снимачната площадка седем седмици след контузията, две седмици по-рано от планираното.
Снимките приключват на 25 март 2018 г. в Обединените арабски емирства.